# R. Paul Butler

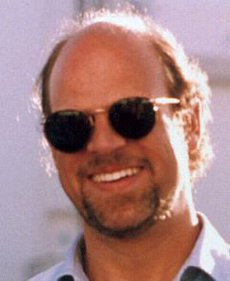
R. Paul Butler

Robert Paul Butler (* 1960 in San Diego, Kalifornien) ist ein US-amerikanischer Astronom, der sich mit der Suche nach Exoplaneten befasst. Er ist Mitentdecker von mehr als der Hälfte der bis 2006 gefundenen Exoplaneten.
Paul Butler wurde als Sohn von Donal A. Butler und Karen I. Butler geboren. Butler erlangte den Bachelor of Arts in Physik (1985) und Chemie (1986) und 1989 den Master of Science in Physik von der San Francisco State University, mit einer Masterarbeit bei Geoffrey Marcy. Sein Promotionsstudium schloss er 1993 an der University of Maryland, College Park ab. Hauptziel seiner Studien war der Entwurf eines höchstempfindlichen Spektrographen zur Entdeckung von Exoplaneten über den Nachweis von Radialgeschwindigkeitsänderungen ihrer Muttersterne. 1993 bis 1997 war er Wissenschaftler an der San Francisco State University und Visiting Fellow an der University of California, Berkeley. Von 1997 bis 1999 war er Astronom am Anglo-Australian Observatory. Seit 1999 ist er wissenschaftlicher Mitarbeiter an der Carnegie Institution of Washington.

## Auszeichnungen
- 1997 Bioastronomy Medal (Internationale Astronomische Union)
- 1998 Bernard Oliver Memorial Award (Extrasolar Planetary Foundation)
- 2001 Henry Draper Medal (National Academy of Sciences)
- 2002 Beatrice-M.-Tinsley-Preis
- 2011 Mitglied der American Academy of Arts and Sciences